# Grupo Coral da Casa do Povo de Santo Aleixo da Restauração
O Grupo Coral da Casa do Povo de Santo Aleixo da Restauração, é um grupo coral de cantares alentejanos masculino, fundado a 19 de Março de 1934 na aldeia de Santo Aleixo da Restauração. Foi criado com objectivo de divulgar o cante Alentejano, procurando uma dinamização cultural da freguesia de origem e do Município de Moura. O traje do Grupo Coral nunca foi alterado, sendo constituído por um lenço garrido ao pescoço, caindo sobre os ombros, camisa branca, chapéu, colete, calças pretas, sapato ou botas pretas. Inicialmente composto por 20 elementos, quase todos trabalhadores agrícolas, conta com 25 elementos. Ao longo dos anos o Grupo tem participado em vários eventos culturais desenvolvendo um trabalho na preservação do cantar alentejano.

## Carreira
Em 10 de Agosto de 1940, efectuam o primeiro registo magnético para o Dr. Valente Machado. Após diversas actuações são convidados a gravar para a EMI/Valentim de Carvalho "Já deixei o Alentejo" e "Lindo Ramo Verde Escuro" são as primeiras modas gravadas pelo grupo num EP editado em 14 de Março de 1952.
Em 1962, o grupo passa a ser dirigido e ensaiado por Francisco de Almeida Candeias, o grande pilar da sua formação, o qual ainda se mentém actualmente.
Em 1963 e 1964 fazem várias gravações para a então Emissora Nacional com o maestro Nóbrega e Sousa. Em 1970 são convidados para actuarem na televisão, no programa "Povo Que Canta" da autoria do musicólogo Michel Giacometti, onde interpretam a moda as "Janeiras" (também conhecida por "À porta d'uma alma Santa" ou "Canto de peditório pelos Reis") inserida no Cancioneiro Popular Português.
Em 1971, nas vésperas do dia de S. João, é atribuído ao Grupo o 1º prémio do Concurso de Cantares Alentejanos com 25 grupos corais realizado na cidade de Beja. A 22 de Dezembro do mesmo ano num programa televisivo sobre Santo Aleixo da Restauração, a banda sonora é interpretada pelo Grupo Coral.
No ano de 1986 realiza-se o X Festival Nacional de Folclore "Algarve 86", sendo o Grupo designado para representar o Baixo Alentejo.

## Outros factos
João Ranita da Nazaré (musicólogo) inclui no seu livro "Momentos Vocais do Baixo Alentejo - Cancioneiro da Tradição Oral" nove modas interpretadas pelo Grupo.
"Cante Alentejano", onde se podem escutar modas originais, compostas por um elemento do Grupo, e outras da mais velha tradição oral.

## Ligações Externas
- Moura Turismo - Ficheiros áudio de cantares da região de Moura, entre os quais o Grupo Coral da Casa do Povo de Stº Aleixo da Restauração